# Katastrofa lotnicza w Elmina
Katastrofa lotnicza w Elmina – wypadek lotniczy lekkiego samolotu odrzutowego Beechcraft Model 390 Premier I, do którego doszło 17 sierpnia 2023, 13 kilometrów od Kuala Lumpur, stolicy Malezji.

## Przebieg lotu

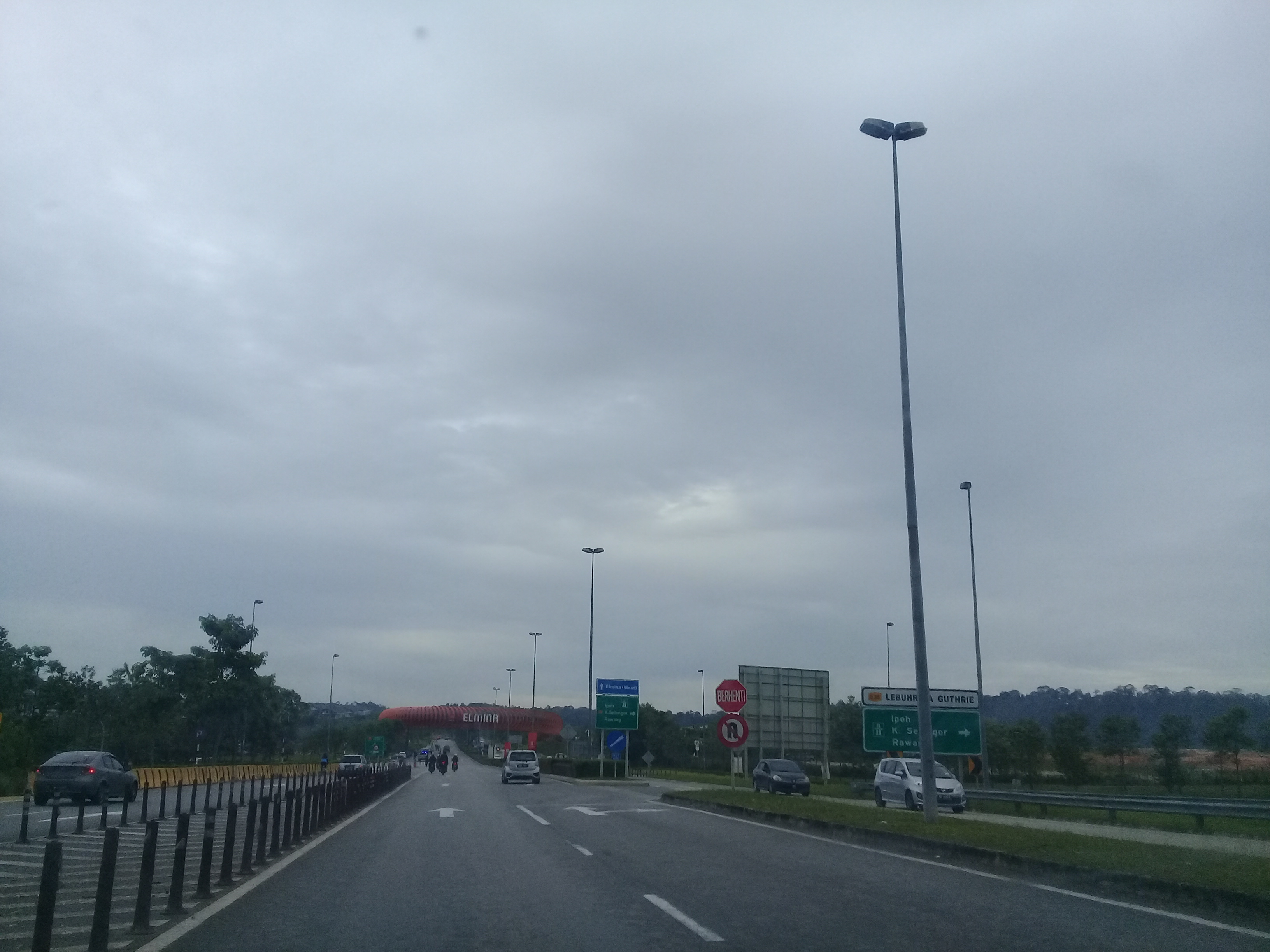
Miejsce katastrofy w 2021

Samolot wystartował z lotniska w Langkawi w drodze na lotnisko w Kuala Lumpur o godz. 14:08 czasu. Pierwszy kontakt samolotu z wieżą kontroli ruchu lotniczego Subang miał miejsce o godz. 14:47, a zezwolenie na lądowanie wydano o 14:48. O 14:51 wieża kontrolna zaobserwowała dym wzdłuż toru lotu samolotu.
Naoczni świadkowie zgłosili nieregularne ruchy samolotu przed katastrofą.  Samolot przechylił się w prawo, po czym gwałtownie spadł na ziemię i eksplodował. Beechcraft uderzył w motocykl i samochód na autostradzie.
Zginęli wszyscy obecni na pokładzie maszyny: 6 pasażerów i 2 członków załogi oraz kierowca samochodu i motocyklista.

## Następstwa
Spośród dziesięciu ciał tylko jedno pozostało nienaruszone. Z miejsca wypadku zabrano pięć worków z częściami ciał. W identyfikacji ciał uczestniczyło od 20 do 30 pracowników Ministerstwa Zdrowia. Członkowie rodzin wszystkich dziesięciu ofiar przesłali próbki DNA lokalnej policji w celu identyfikacji.
Rejestrator dźwięków w kokpicie został odzyskany z miejsca katastrofy i został wysłany do laboratoriów Biura Badania Wypadków Lotniczych (AAIB) w celu analizy.

## Reakcje
Sułtan Tengku Abdullah odwiedzili miejsce katastrofy, aby ocenić sytuację.
Malezyjska Komisja ds. Komunikacji i Multimediów wydała ostrzeżenie przed udostępnianiem w Internecie filmów i zdjęć ciał w pobliżu miejsca katastrofy, ponieważ uważała, że takie rozpowszechnianie obraziłoby rodziny ofiar i naruszyło podstawowe zasady etyki.
Były premier Malezji Mahathir Mohamad przekazał kondolencje na Facebooku.

## Śledztwo
AAIB poinformowało, że samolot nie był wyposażony w rejestrator danych lotu, co jest częste wśród lekkich samolotów.
Policja zebrała zeznania świadków oraz zabezpieczyła materiały wideo z momentu katastrofy, ponieważ wiele samochodów na autostradzie posiadało na wyposażeniu wideorejestratory.
16 sierpnia 2024 malezyjskie Biuro Badania Wypadków Lotniczych opublikowało raport końcowy. Główną przyczyną katastrofy był błąd pilota, który nieumyślnie otwarł spojlery, co spowodowało nagłą utratę siły nośnej. Raport dodaje, że piloci siedzieli w niewłaściwych fotelach. Wspomina również o niewystarczającym wyszkoleniu pilotów i niewystarczającej komunikacji między nimi.